# Représentations diplomatiques en Afrique du Sud

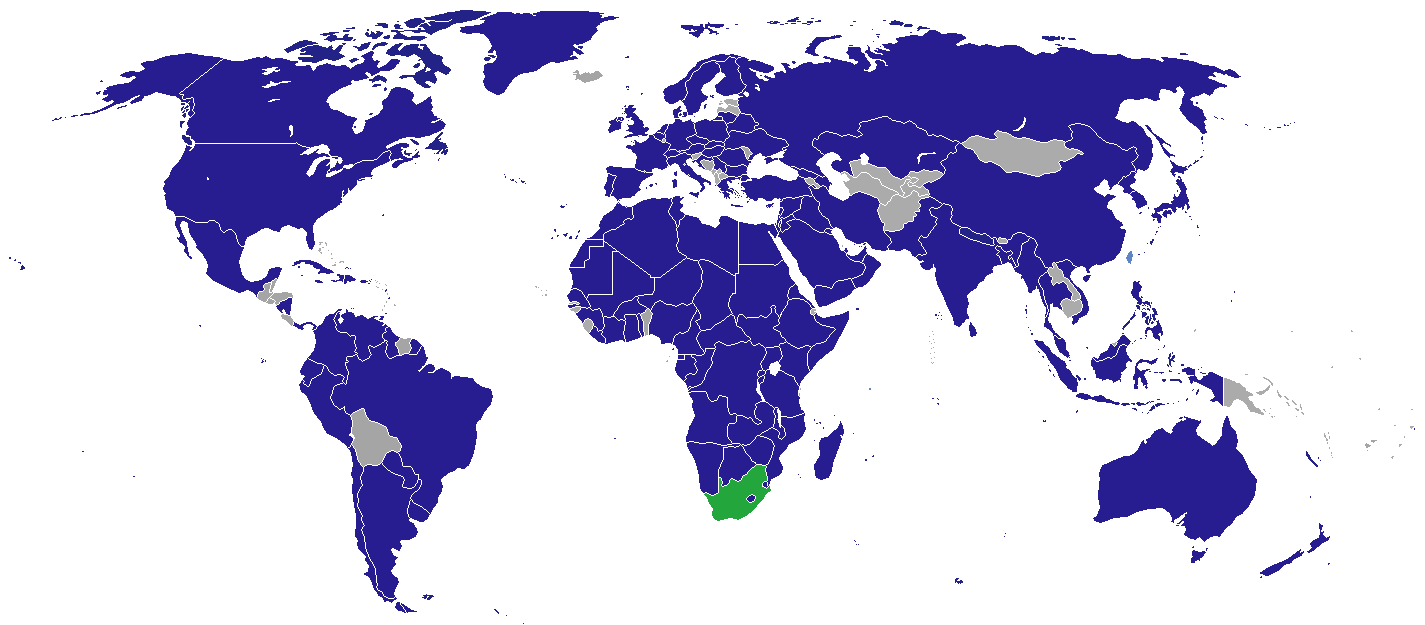
Pays avec des représentations diplomatiques en Afrique du Sud

Ceci est une liste des représentations diplomatiques en Afrique du Sud. Il y a 136 ambassades et hauts-commissariats à Pretoria, et de nombreux pays ont une ambassade, un haut-commissariat ou un consulat au Cap, et des consulats dans d'autres villes d'Afrique du Sud.

## Ambassades et hauts-commissariats à Pretoria

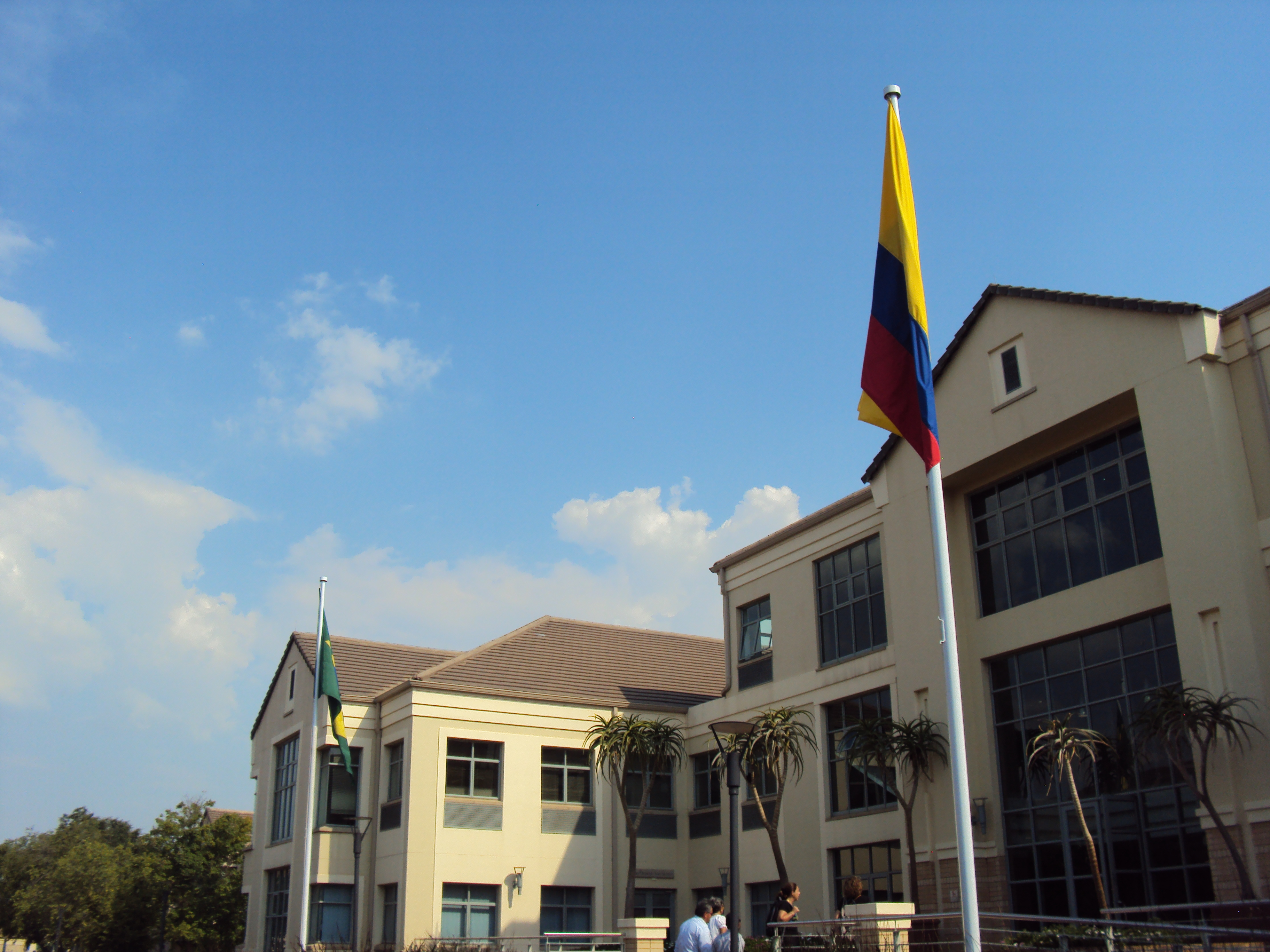
Ambassades de Colombie et du Brésil en Afrique du Sud

| - Algérie - Allemagne - Angola - Arabie saoudite - Argentine - Australie - Autriche - Azerbaïdjan - Bangladesh - Belgique - Bénin - Biélorussie - Birmanie - Botswana - Brésil - Bulgarie - Burkina Faso - Burundi - Cameroun - Canada - Chili - Chine - Chypre - Colombie - Comores - Corée du Nord - Corée du Sud - Côte d'Ivoire - Croatie - Cuba - Danemark - Égypte - Émirats arabes unis - États-Unis - Équateur - Eswatini - Érythrée - Espagne - Éthiopie - Finlande - France - Gabon - Gambie - Géorgie - Ghana | - Grèce - Guatemala - Guinée - Guinée équatoriale - Guyana - Haïti - Hongrie - Inde - Indonésie - Irak - Iran - Irlande - Israël - Italie - Jamaïque - Japon - Jordanie - Kazakhstan - Kenya - Koweït - Lesotho - Liban - Liberia - Libye - Lituanie - Madagascar - Malaisie - Malawi - Mali - Maroc - Maurice - Mauritanie - Mexique - Mozambique - Namibie - Népal - Niger - Nigeria - Norvège - Nouvelle-Zélande - Oman - Ouganda - Pakistan - Palestine - Panama | - Paraguay - Pays-Bas - Pérou - Philippines - Pologne - Portugal - Qatar - République arabe sahraouie démocratique - République centrafricaine - République démocratique du Congo - République dominicaine - République du Congo - Tchéquie - Roumanie - Russie - Rwanda - Sénégal - Serbie - Seychelles - Singapour - Slovaquie - Somalie - Soudan du Sud - Sri Lanka - Soudan - Suède - Suisse - Syrie - Tanzanie - Tchad - Thaïlande - Timor oriental - Togo - Trinité-et-Tobago - Tunisie - Turquie - Ukraine - Royaume-Uni - Uruguay - Vatican - Venezuela - Viêt Nam - Yémen - Zambie - Zimbabwe |

### Autres missions à Pretoria
- Union européenne (Délégation)
- Taïwan (Bureau de liaison de Taipei en République sud-africaine)[1]

## Ambassades et consulats généraux
De nombreux pays ont une ambassade, un haut-commissariat (utilisé pendant la session parlementaire) ou un consulat général au Cap.

### Ambassades, hauts-commissariats et consulats généraux au Cap
| - Allemagne - Angola - Belgique - Botswana - Brésil - Canada - Chine - Espagne - États-Unis - France - Grèce - Inde - Indonésie - Irlande | - Italie (Consulat) - Japon - Lesotho - Madagascar - Mozambique (Consulate) - Namibie - Pays-Bas - Portugal - Roumanie - Royaume-Uni - Russie - Suisse - Taïwan (Bureau de liaison de Taipei au Cap) - Zimbabwe (Consulate) |

### Consulats àDurban
| - Angola (Consulat général) - Chine (Consulat général) - États-Unis (Consulat général) - Grèce (Consulat) | - Inde (Consulat général) - Lesotho (Consulat général) - Mozambique (Consulat) |

### Consulats àJohannesbourg
| - Angola (Consulat général) - Argentine (Consulat général) - Belgique (Consulat général) - Botswana (Consulat général) - Chine (Consulat général) - Eswatini (Consulat général) - États-Unis (Consulat général) - France (Consulat général) - Grèce (Consulat général) | - Inde (Consulat général) - Italie (Consulat général) - Lettonie (Consulat honoraire) - Malawi (Consulat général) - Mozambique (Consulat général) - Nigeria (Consulat général) - Portugal (Consulat général) - Seychelles (Consulat général) - Zimbabwe (Consulat général) |

### Consulat àKlerksdorp
- Lesotho (Consulat)

### Consulat àNelspruit
- Mozambique (Consulat)

### Consulat àWelkom
- Lesotho (Consulat)

## Ambassades et hauts-commissariats non résidents
Résidant à Londres, sauf indication contraire.
- Arménie (Le Caire)
- Bahamas
- Bahreïn (Khartoum)
- Barbade
- Brunei (Singapour)
- Djibouti (Nairobi)
- Grenada
- Islande (New Delhi)[2]
- Kyrgyzstan (Riyad)
- Lettonie (Bern)
- Malte (La Valette)[3]
- Mongolie (Le Caire)
- Ouzbékistan (Ankara)
- Papouasie-Nouvelle-Guinée
- Salvador (Tel Aviv)
- Saint-Marin (Saint-Marin)
- Sierra Leone (Addis-Abeba)
- Turkménistan (Riyad)
- Tadjikistan (Le Caire)

## Anciennes ambassades
- Bosnie-Herzégovine
- Fidji
- Suriname